# Ситинохэ (княжество)
Княжество Ситинохэ (яп. 七戸藩 Ситинохэ-хан) — феодальное княжество (хан) в Японии периода Эдо (1819—1871), в провинции Муцу региона Тосандо на севере острова Хонсю (современная префектура Аомори). Дочернее княжество Мориока-хана (盛冈新田藩?) .

## Краткая информация
Административный центр княжества: форт Ситинохэ (современный город Ситинохе, префектура Аомори).
Доход хана: 11 000 коку риса
Княжество Ситинохэ было основано в 1819 году. Его первым правителем стал хатамото Намбу Нобутика (1776—1821), потомок в пятом поколении Намбу Масанобу, младшего брата Намбу Юкинобу, 4-го даймё Мориока-хана. Намбу Масанобу получил во владение земли с доходом 5 000 коку в район Нинохэ. Его потомок Намбу Нобутика получил от 11-го даймё Мориока-хана ещё 6 000 коку и получил возможность стать отдельным даймё. Даймё Ситинохэ-хана постоянно проживали в Эдо и управляли уделом через своих старейших (каро).
Во время Войны Босин (1868—1869) 3-й даймё Намбу Нобутами (1862—1868) вступил в Северный союз японских княжеств и сражался против про-императорских сил Хиросаки-хана в битве при Нохедзи. После поражения северного союза Намбу Нобутами был вынужден уйти в отставку, а доход домена был снижен на 1000 коку. Его преемник Намбу Нобуката (1869—1871) в 1869 году был назначен императорским правительством Мэйдзи губернатором своего княжества. В октябре того же года крестьяне в Ситинохэ-хане подняли восстание.
В июле 1871 года Ситинохэ-хан был ликвидирован. Княжество было переименовано в префектуру Ситинохэ, которая в сентябре того же 1871 года была объединена с недавно созданной префектурой Аомори. Впоследствии Намбу Нобуката получил титул виконта (сисяку).

## Правители княжества
- Род Намбу, 1819—1871 (тодзама-даймё)

| № | Имя            | Имя      | Годы правления | Годы жизни  | Примечания                            |
| - | -------------- | -------- | -------------- | ----------- | ------------------------------------- |
| 1 | Намбу Нобутика | 南部信鄰 | 1819 — 1821    | 1776 — 1821 | Сын хатамото Намбу Нобуёси            |
| 2 | Намбу Нобунори | 南部信誉 | 1822 — 1862    | 1805 — 1862 | Старший сын и преемник Намбу Нобутики |
| 3 | Намбу Нобутами | 南部信民 | 1862 — 1868    | 1833 — 1900 | Приёмный сын Намбу Нобунори           |
| 4 | Намбу Нобуката | 南部信方 | 1869 — 1871    | 1858 — 1923 | Третий сын Намбу Тосихисы             |